# Rospide Netto
Rodolfo Rospide Netto (Iraí, 26 de novembro de 1938, Porto Alegre, 05 de junho de 2019) foi um político, advogado, técnico em contabilidade, produtor rural e empresário brasileiro. Filho de Aurino Rospide e de Iracema Ramos Rospide. Em 1963 formou-se bacharel em direito pela Faculdade Santo Ângelo. No fim da vida, sofria de problemas cardíacos, mas a causa da morte não foi divulgada. Foi velado na manhã do dia 06 de junho, no Palácio Farroupilha, e sepultado à tarde, no Cemitério Ecumênico João XXIII.

## Carreira política
Rospide Netto entrou na vida política em 1962, quando foi eleito vereador no município de Três de Maio (RS) pela legenda do Partido Trabalhista Brasileiro (PTB). 
Com a extinção dos partidos políticos existentes e implantação do bipartidarismo no país — geradas pela edição do Ato Institucional Número 5 (AI-5) em 27 de outubro de 1965 — ingressou no Movimento Democrático Brasileiro (MDB), opondo-se ao regime militar. Em 1966 foi reeleito vereador, desta vez pelo MDB. Após os dois mandatos, em 1970, candidatou-se à Assembleia Legislativa do Rio Grande do Sul, sendo empossado em 1971 e reeleito por mais três mandatos, permanecendo no cargo até 1987. Durante seu terceiro mandato, houve o fim do bipartidarismo e a reorganização partidária. Em novembro de 1979 Rospide Netto filiou-se ao então PMDB (atual MDB).
Em 1986 foi eleito deputado constituinte, quando atuou como titular da Subcomissão do Sistema Eleitoral e Partidos Políticos, da Comissão da Organização Eleitoral, Partidária e Garantia das Instituições.  Durante seu mandato, votou em relação à reforma agrária, posicionando-se favorável no primeiro turno das votações, mas alterando o voto no turno final por se opor à desapropriação da propriedade produtiva. Foi favorável ao rompimento de relações diplomáticas com países racistas, à unicidade sindical, à soberania popular e contrário à pena de morte, à criação de um fundo de apoio à reforma agrária, à legalização do jogo do bicho, e à estabilidade no emprego, entre diversos outros posicionamentos.
Ao final da legislatura, em 1991, Rospide Netto deixou o cargo sem tentar reeleição. Em janeiro de 2006 voltou às atividades políticas, assumindo o cargo de superintendente geral da Assembleia Legislativa gaúcha, porém permaneceu na função por apenas quatro meses (janeiro a maio de 2006). Então secretário-geral do PMDB no Rio Grande do Sul, dedicou-se à campanha política do partido no Estado.